# Canon EOS 500D
Canon EOS 500D — цифровой однообъективный зеркальный фотоаппарат серии EOS компании Canon. В первую очередь, ориентирован на аудиторию непрофессиональных фотографов и продвинутых любителей. Является преемником модели Canon EOS 450D и предшественником модели Canon EOS 550D, представленной 8 февраля 2010 года. Canon 500D был признан лучшей европейской зеркальной фотокамерой 2009—2010 годов по версии Европейской ассоциации видео- и аудиотехники (EISA).
В Северной Америке фотоаппарат носит название EOS Digital Rebel T1i, в Японии — EOS Kiss X3 Digital.

## Описание
Canon 500D, анонсированный 25 марта 2009 года, представляет собой однообъективный цифровой зеркальный фотоаппарат (DSLR) со светочувствительной КМОП-матрицей формата APS-C с кроп-фактором 1,6 и разрешением 15,1 млн пикселов (максимальное разрешение снимка составляет 4752 × 3168 пикселов). Для обработки изображения используется процессор Digic 4.
Как и предшествующая модель, 500D позволяет использовать экран в качестве видоискателя (функция LiveView).
Фотоаппарат оснащён цветным TFT-дисплеем с диагональю 3 дюйма и разрешением 920000 пикселов. Для хранения изображений используется карты памяти формата Secure Digital (поддерживается SDHC).
Камера поддерживает запись видео в формате высокой четкости 1080p c частотой 20 кадров в секунду и 720p с частотой 30 кадров в секунду. Также можно снимать ролики с разрешением 640 × 480 пикселей с частотой 30 кадров в секунду. Ограничения по длительности видеоролика составляют 30 минут или 4 Гб.
Диапазон чувствительности ISO увеличен и составляет от 100 до 3200 с расширением до 12800.

## Отличия отCanon EOS 450D
- Возможность съёмки видео.
- Разрешение сенсора увеличено с 12,2 до 15,1 млн пикселей.
- Усовершенствованный процессор Digic IV вместо Digic III.
- Максимальная светочувствительность увеличена до 3200 ISO (1600 у 450D).
- Разрешение ЖК-дисплея увеличено до 920 000 пикселей (230 000 пикселей у 450D).
- Максимальное число кадров в режиме непрерывной съемки увеличено до 170 кадров в формате JPEG и 9 в формате RAW (53 кадра в формате JPEG и 6 в формате RAW у 450D).
- Появился разъем HDMI.

## Комплект поставки
У Canon EOS 500D доступно пять вариантов комплектации :
- без объектива.
- с объективом Canon EF-S 18-55 мм f/3.5-5.6 IS.
- с объективом Canon EF-S 18-135 мм f/3.5-5.6 IS.
- с объективом Canon EF-S 18-200 мм f/3.5-5.6 IS.
- с объективом Canon EF-S 18-55 мм f/3.5-5.6 + Canon EF 75-300мм f/4.0-5.6

Также в комплект поставки входят:
- Литий-ионный аккумулятор LP-E5 (включая защитную крышку).
- Зарядное устройство LC-E5 (либо LC-E5E).
- Шейный ремень EW-100DB III.
- USB-кабель и видеокабель.
- Документация и программное обеспечение.

## Награды
Canon EOS 500D стал лауреатом премии EISA (2009—2010) в номинации «European SLR Camera».